# Peter Lehmann (Informatiker)
Peter Lehmann (* 7. September 1961 in Rodalben) ist ein deutscher Wirtschaftsinformatiker. Seit 2003 ist er Professor für Wirtschaftsinformatik an der Hochschule der Medien Stuttgart.
An der Hochschule ist er zuständig für das Fachgebiet Business-Intelligence mit den Schwerpunktthemen Data-Warehouse-Systeme, Enterprise-Data-Warehousing, SAP ERP und SAP Business Information Warehouse.
Professor Lehmann ist Direktor des Instituts für Business Intelligence und Mitglied im Forschungsschwerpunkt Business Intelligence & Knowledge Management der Hochschule.
Zuvor war Lehmann in der freien Wirtschaft tätig, u. a. bei SAP Systems Integration, Konstanz (2000–2002), Lawson Mardon Singen GmbH, Singen (1996–2000), Hellwig und Partner, Konstanz (1992–1996) und ASCOM Gfeller AG, Bern (1988–1992).

## Publikationen
- Peter Lehmann, Holger Nohr, Alexander W. Roos: Informationstechnische Integration in der Broadcast-Industrie. Hochschulverlag Stuttgart 2005. ISBN 3-938887-00-1.
- Unternehmensplanung mit SAP BW. Steinbeis Edition 2005.
- Modellierung und Reporting mit SAP BW. Steinbeis Edition 2005.
- Meta-Datenmanagement in Data-Warehouse-Systemen – Rekonstruierte Fachbegriffe als Grundlage einer konstruktiven, konzeptionellen Modellierung. Shaker Verlag, Aachen 2001.
- Achim Seemann, Bernd Schmalzridt, Peter Lehmann: SAP Business Information Warehouse. Galileo-Verlag, Bonn 2000.